# Amfibieförband
Amfibieförband har utvecklat förmåga att behärska två medier och dessutom medieövergången mellan land och vatten. Denna förmåga att klara av två medier, vilket i sin tur kräver särskild teknik, stridsteknik, taktik, transportkapacitet, materiel och utbildning. 

## Sverige
Den svenska amfibiebataljonen består av kustjägare och amfibiesoldater. Dessa besätter olika tjänster inom bataljonen såsom robotförband, minförband, granatkastarförband, skytteförband och jägarförband. Bataljonen transporteras huvudsakligen med båtar men på senare år även mekaniserat efter införandet av 1.Amfibiekompaniet.